# 堺鉱二郎
堺 鉱二郎（さかい こうじろう、1940年 - ）は、日本の法学者。労働法学者。社会保障法学者。法社会学者。また、中国の労働法も研究。法学博士（明治大学）。現在、作新学院大学名誉教授。札幌大学名誉教授。
静岡県静岡市に生まれる。1962年明治大学法学部卒業。1967年明治大学大学院法学研究科博士課程修了。同年、札幌大学経済学部助手。1968年同経済学部講師。1971年同経済学部助教授。1976年同経営学部教授。1979年アメリカ・スタンフォード大学ロー・スクール研究員（～1980年）。1981年札幌大学産業経営研究所所長。1989年札幌大学法学部教授。1991年札幌大学法学部長（～1997年）。1997年同大学院法学研究科長（～2000年）。2000年作新学院大学地域発展学部教授。2010年作新学院大学名誉教授。
2000年に札幌大学設立功労者表彰を受ける
この他、学校法人札幌大学理事・評議員や札幌大学法学部準備委員会委員長、駒澤大学北海道教養部・北海道東海大学国際文化学部・北海学園大学法学部・札幌学院大学法学部の非常勤講師も務めた。

## 主要著書
- 山岡通暲編『法学概論』（芦書房、1981年）
- 高橋保編『演習ノート　労働法』（法学書院、1981年初版・2010年第6版）
- 高橋保ほか共著『職場の労働法 : 採用から退職まで』（法学書院、1995年初版・2002年・改訂第3版）
- 『労働法 : 個別的労働関係法』（創成社、1998年初版・2008年新訂2版）